# Droppsporigt spindelskinn
Droppsporigt spindelskinn (Athelia binucleospora) är en svampart som beskrevs av J. Erikss. & Ryvarden 1973. Droppsporigt spindelskinn ingår i släktet Athelia och familjen Atheliaceae.  Arten är reproducerande i Sverige. Inga underarter finns listade i Catalogue of Life.